# 고대 교회 슬라브어 위키백과

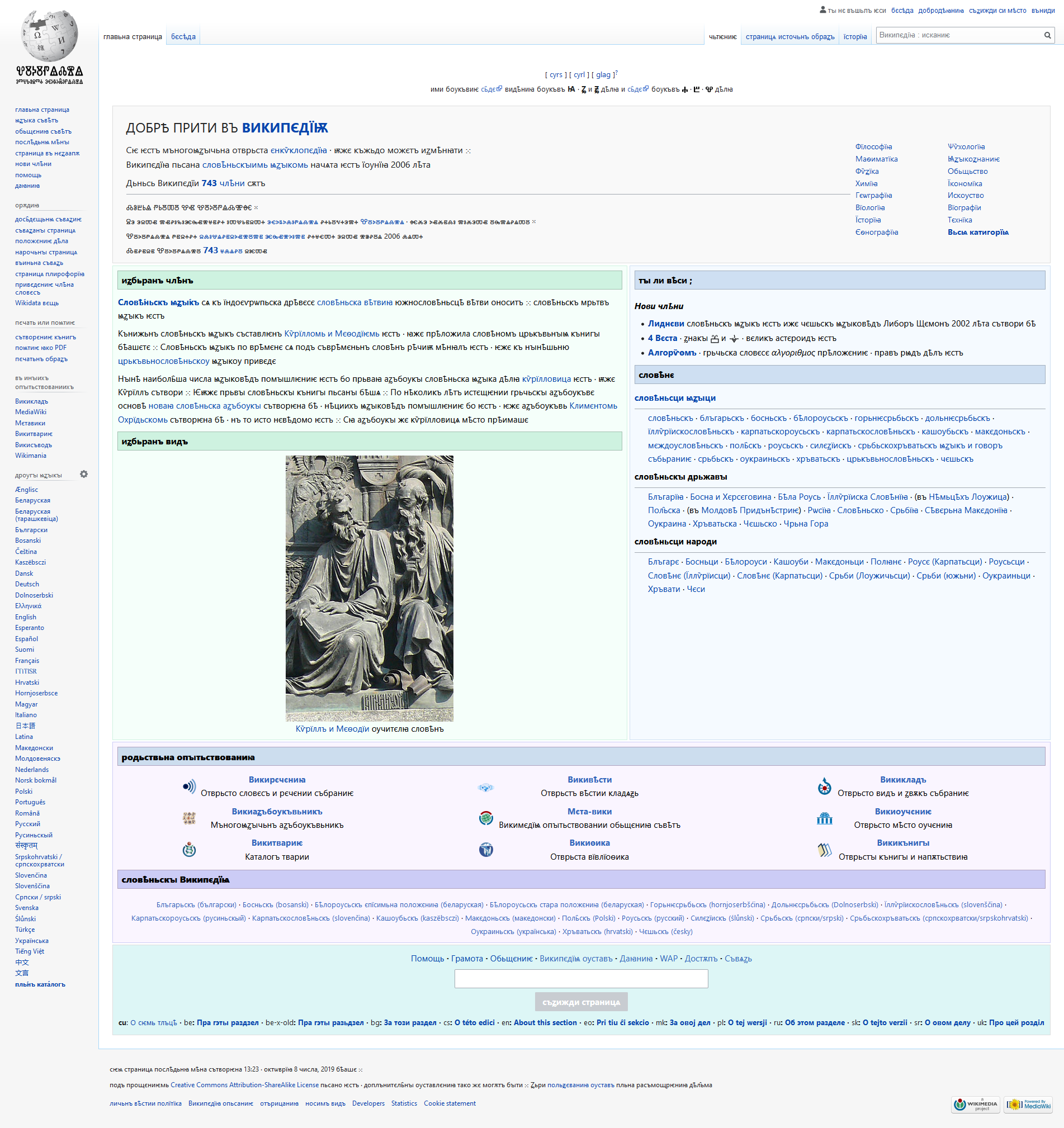

고대 교회 슬라브어 위키백과는 고대 교회 슬라브어로 운영되는 위키백과 언어판이다. 2006년에 시작되었다. 기호는 cu이다.